# Marc-Antoine Roudil
Pour les articles homonymes, voir Roudil.
Marc-Antoine Roudil, né à Utrecht (Pays-Bas), est un réalisateur, photographe et producteur de films français.

## Filmographie
- 1993 : Pêcheurs à cheval (avec Sophie Bruneau)
- 1999 : Pardevant notaire (avec Sophie Bruneau)
- 2002 : Arbres (avec Sophie Bruneau)
- 2005 : Ils ne mouraient pas tous mais tous étaient frappés (avec Sophie Bruneau)
- 2005 : Mon diplôme c'est mon corps (avec Sophie Bruneau)
- 2009 : Terre d'usage (avec Sophie Bruneau)
- 2011 : La Maison Santoire (avec Sophie Bruneau)
- 2011 :  Madame Jean (avec Sophie Bruneau)
- 2012 : Le Prince Miiaou
- 2017 : L’Esprit et les mains (avec Sophie Bruneau)

## Distinctions
- Pêcheurs à cheval
  - 1993 : Golden et Silver Mikeldi au Festival international du film de Bilbao
  - 1993 : Prix Carreno pour la meilleure réalisation au festival de Candas Asturias, Espagne
  - 1994 : Prix du Patrimoine au Festival International du court métrage de Mons, Belgique
  - 1995 : Grand Prix du Ministère de la Culture au Festival du Film, Bratislava
- Pardevant notaire
  - 2000 : Grand Prix du meilleur film documentaire au festival international, Mannheim
  - 2000 : Prix du patrimoine au festival Cinéma du Réel
  - 2000 : Prix de la Critique (mention), Marseille
- Arbres : 
  - 2003 : Grand Prix du festival international du film d’environnement, Paris
  - 2002 : URTI Grand Prix du Documentaire
  - 2003 : Grand Prix Ecocinéma du meilleur film de court métrage Rhodes
  - 2007 : Grand Prix Cinéfeuille du meilleur film Gaillac